# 薛宣
薛宣（?—?），字贛君，西漢東海郡郯城縣（今山東省郯城縣）人，薛宣出身小吏，通曉律令，舉茂才後，歷任冤句縣縣令、長安令，治理地方聲名遠播。漢成帝年間，薛宣屢遷御史中丞、臨淮郡太守、陳留郡太守、左馮翊，少府、御史大夫等職，其任官賞罰分明，恩威並施，頗有政績。鴻嘉元年四月，薛宣接替張禹為丞相，封高陽侯，食邑一千戶，任相數年後，薛宣於永始二年因邛成太后逝世，辦理喪事不周而遭罷官，後在翟方進的推薦下，重得起用，再度獲封為列侯，加官特進，迎娶漢宣帝之女敬武公主為妻。漢哀帝時期，薛宣因受兒子薛況買兇傷人之事的牽連被免為庶人，返回故鄉東海郡，在家中去世。

## 生平

### 初露鋒芒
薛宣年輕時做過廷尉書佐和都船獄史，後來以大司農所屬的斗食小吏經過考核，被委任為不其县縣丞。琅邪郡太守趙貢到縣裡來巡視，見到薛宣，十分欣賞他的才能，讓薛宣隨從巡視經過所屬各縣，回到府宅，讓夫人、兒子和他相見，告誡說：「贛君是丞相之才，我的兩個兒子也符合丞相史的條件。」趙貢考察薛宣為官廉正，升遷乐浪郡都尉丞，經幽州刺史推舉而參加茂才科的考試，被委任為冤句县縣令。大將軍王凤聽聞薛宣的才能，薦舉他擔任長安令，薛宣治理地方名聲響亮，因參加明習文法科考試合格被委任為御史中丞。
這時，汉成帝初即位，薛宣擔任御史中丞，在朝廷中執行法令，對外總管部刺史，他以書面向漢成帝陳述政見道：「陛下有最高尚的道德與深厚的仁愛之心，哀憐百姓，有整日親自操持政務之勞，而無安逸之樂，誠信執行聖王之道，刑罰正確，然而吉祥之氣仍未通順，天地萬物尚不協調，這是由於臣下不稱職，聖王之道還不夠普及的緣故。臣私下裡恭敬地思考其中的部份原因，大概是官吏苛政繁多，刑賞和教化繁瑣，這些大多在於部刺史的罪過，有些人不遵守六條問事的職責，各自以主觀之意採取措施，過多干預郡縣事務，甚至大開行私請託的門路，聽信佞人的讒言，憑藉它來尋找官吏與百姓的過失，連細小的事情也加以責問，勸勉從善苛求於人。郡縣官吏互相催促，官員之間互相侵害，其流毒影響到百姓之間。因此，鄉里缺少迎送賓客的歡樂，同性親族忘記親戚之間的恩情，飲食救急的深厚情意更加衰微，送往勸勉的禮節無法實行。人與人之間的道德規範不通順，使天地萬物閉塞阻隔，和協順從之氣不能興旺，未必不由此造成的，《诗经》說：『百姓失去德義，因為吝惜乾糧的小事而被責備。』俗語說：『有苛政就無法親民，百姓有煩苦就會損傷朝廷的恩情。』當刺史向朝廷奏事時，應當明確告誡他們，讓他們明白了解朝廷當前的主要任務，臣下我愚昧不通曉治國之道，請聖明的皇帝加以考察。」漢成帝讚美並採納薛宣的意見。

### 威德並施
薛宣多次進言對國家適宜並應及時辦理的事情，上奏推舉或揭發部刺史、郡國二千石等級官吏，所貶退或舉進，白黑分明，由此而聞名，外調出任臨淮郡太守，刑賞和教化能夠普遍推行。恰巧陳留郡有大賊作亂而政教失序，漢成帝又外調薛宣擔任陳留郡太守，盜賊得以禁止，官吏與百姓皆敬重他的威信，其後薛宣調入左馮翊試職，滿一年後因稱職而轉正。
最初高陵縣縣令楊湛、櫟陽縣縣令謝游都貪贓狡猾且狂妄自大，抓住郡守的是非不放，前任郡守雖然多次想追究查考，但都沒有結果。等到薛宣上任，他們到官府拜見，薛宣設酒飯與他們相對，接待極為周到，過後再暗地裡調查兩人的罪狀和贓證，全盤掌握他們收受贓物的罪證，薛宣觀察楊湛有悔改與敬重自己的意思，於是親自寫了書札，分條列出他私自侵吞的贓物，封好交給楊湛說：「官吏和百姓分條揭發你的問題都寫在書札上面，有的議論認為犯有主管者把公家財物據為己有的嫌疑，我作為左馮翊長官敬重你，又考慮到貪汙十金就要罰以重罪，不忍心公開揭露，所以祕密地用書札告訴你，想讓你自己謀劃進退的辦法，可在今後重新作官，若真沒有那些事，再封好書札退還給我，以便為你分清是非。」楊湛自知罪狀與贓物都與書札相吻合，而薛宣言語溫和，沒有傷害之意。楊湛立即解下印綬交給郡吏，寫下書信感謝薛宣，始終沒有怨言。
而櫟陽縣縣令謝游自以為是有名的大儒士，輕視薛宣。薛宣單獨移送文書嚴加譴責說：「警告櫟陽縣縣令，官吏與百姓都說你治理政務繁雜苛刻，讓千人以上因犯輕罪罰做苦工，收取賦稅計有數十萬，以供給非法之用，聽任富商和官吏控制貿易，價款數目不加以了解。我查考檢驗已清楚，想派官吏對你進行審查，又怕對不起薦舉你的人，使身為儒士的你感到恥辱，所以讓屬吏去督責你。孔子說：『在職位上盡力施展才力，不能則退去。』你詳細思考這個道理，我即將換人來試職。」謝游接到官府文書後，也解下了印綬離去。

### 適才適所
又頻陽縣北邊面對上郡、西河郡，為數郡會合之地，盜賊眾多。頻陽縣令是平陵縣人薛恭，他是本縣的孝子，靠著功勞次第逐漸升遷，不曾治理百姓，該做的官事沒有辦理好。而粟邑縣是個小縣，僻處山中，百姓恭謹樸實容易治理，粟邑縣令是鉅鹿郡人尹賞，他長期在郡府擔任出巡之事的小吏，之後任樓煩縣縣長，察舉茂才時遷往粟邑縣。薛宣便按照法令條文奏請把尹賞和薛恭互換所治之縣，二人任職數月，竟然兩縣都治理的十分良好，薛宣於是移送文書慰勞他們說：「過去孟公綽為晋国趙氏、魏氏的家臣力有餘卻不適合當滕国、薛国的大夫，所以有人以德高而著名，有人以功勞大而被選用，『君子做事各有所長，怎麼可以被蒙蔽啊！』所屬各縣都有德才兼備之人，我垂衣拱手接受成功，希望你們努力做好本職政務，成就功勳事業」。

### 政績斐然
薛宣只要得到郡中官吏或百姓的犯罪情況，立即通知該縣縣令，讓他們自己執行處罰，告訴縣令說：「郡府之所以不親自揭發檢舉，是不想代替縣令治罪，奪取賢明的縣令、縣長的美名。」那些縣令、縣長沒有不既喜悅又害怕，紛紛脫冠感謝薛宣並表示接受恩惠和勸戒。
薛宣做官賞罰分明，用法公平且堅決做到，住所都有教令可供記誦，富於仁愛寬容以利於民。池陽縣縣令薦舉廉潔的官吏獄掾王立，郡府尚未下達召見通知，就聽說王立收受罪犯家屬的金錢，薛宣責問縣令，原來是王立的妻子私自接受在押的囚犯一萬六千錢，收受之後加以窩藏，而王立確實不知情。王立感到既羞愧又恐懼，竟然因此自殺了。薛宣得知後，移送文書給池陽縣令說：「你所薦舉的廉吏獄掾王立，家屬私下收受賄絡，可是王立本人並不知道，他為了證明自己的清白而捨棄生命，王立確實是一位清白高潔之人，非常值得憐惜啊！可由郡府決曹掾寫死者王立的旗幡立於柩前，以頌揚他的精神，郡府掾吏平常與王立認識的人，都要參與葬禮」。
到日至官吏休假的時候，唯獨賊曹掾張扶不肯休假，仍在官署辦事，薛宣就出示教令說：「禮以和為貴，人道以通順為要，日至，官吏按照法令規定休假由來已久，官署雖然有公家職事，家裡也希望享有私人的恩惠與情義，你應該跟大家一樣，回家善待自己的妻子兒女，擺設美酒佳餚，邀請鄰里好友，一同歡樂，這也是應該的啊！」張扶感到慚愧，下屬官吏也都十分讚賞這道教令。
薛宣做人講究禮儀細節，進退舉止容儀溫文，很有可觀之處，性格安靜而善於思考，關心和視察官吏任職的情況，只求他們能安適任職，下到節用筆、硯，皆要制定計畫安排，既便於使用又節省經費，官吏和百姓都頌揚他，郡中清境無事，其後薛宣擢升為少府，任上他親自掌管供具張設之事。

### 受薦為相
一個多月後，御史大夫永去世，谷永向漢成帝上書說：「帝王的道德恩惠沒有比能辨識別人的賢愚善惡更重大，知人便百官稱職，各種職位不會有空缺，所以皋陶說：『知人就明智，所以能授人以官職。』御史大夫對內能秉承本朝的風俗教化，在外能輔佐丞相總領全國，任務重，職權大，不是一般庸才所能勝任的。現在應當從朝廷大官中選拔，用來彌補此空缺，得到合適之人選就人民歡喜，百官心悅臣服，無法得到合適之人選則使國家大事遭到破壞，帝王的功業未能興旺發達，虞帝的聖明，在此一舉，豈可不詳加考慮啊！臣所見到的少府薛宣，才能優秀，品行高潔，能精通掌管政務，從前擔任御史中丞時，在京城執行法令，不欺軟怕硬，措施適時又恰當，出任臨淮、陳留郡太守期間，兩郡皆稱讚治理的好，任左馮翊時，崇尚教化，培養善良品德，刑罰與恩惠並行，各部門修整有條理，為非作歹的人滅絕，去官府告狀的人多年不到丞相府，三辅地區赦免後剩下的盜賊只有原來的十分之一，功效特異，自左內史初置以來不曾有，孔子說過：『如果有值得稱讚，他一定有好的成績。』薛宣擔任官吏的政績，寫在丞相府和御史府的簡牒裡，臣不敢言過其實稱讚他以致犯欺騙蒙蔽之罪。臣聽說賢良有才能沒有比治理人民更重要的，薛宣已有成效。他所掌握的法律與知識擔任廷尉綽綽有餘，他有關經學、典籍和禮樂的知識足夠用來謀劃帝王實現統治的辦法，決斷國事的計議，身兼多種本領，有『減退膳食從官府開始』的節操，薛宣沒有私結黨與遊說的幫助，臣擔心陛下忽略〈羔羊〉之詩所讚美的節操，捨公正之臣，任用華而不實、虛有其表之人，因此越過自己的職權範圍，向您陳述薛宣的品性才能，希望陛下留神考察。」漢成帝認為谷永說的對，於是任命薛宣為御史大夫。
幾個月後，薛宣便接替張禹為丞相，受封高陽侯，食邑一千戶。其後薛宣任用趙貢的兩個兒子為史官，趙貢是趙廣漢的姪子，做官也以有才能而聞名。薛宣任相期間，到丞相府訴訟的案例不滿一萬錢的不給移送文書，後來都遵循薛宣定下的制度，然而，下屬官吏卻譏笑他繁瑣而不重視本質，不能稱為賢明，而當時漢成帝喜愛博學的儒士，薛宣的經學功底又不深厚，漢成帝也就輕視他了。

### 兩度罷官
過了一段時間後，廣漢郡盜賊群起作亂，丞相及御史大夫派遣掾史追捕卻無法致勝，漢成帝遂任命河東郡都尉趙護為廣漢郡太守，按照軍法辦理，幾個月後斬殺了盜賊的大頭目郑躬，幾千人投降，亂事才得以平息。恰巧邛成太后去世，喪事倉促，官吏額外收聚賦錢以便迅速辦理，漢成帝得知後，為此責備丞相及御史大夫，下詔書罷免薛宣說；「你做丞相，出入朝廷六年，有關忠孝的傳播，以做為百官的表率，朕沒有聽說過。朕已因為德行不顯明，災異多次出現，年年糧食歉收，儲藏米穀的倉庫空虛，百姓遭遇荒年，流離於道路，疾病瘟疫使數以萬計的人身亡，甚至出現人吃人的情況，盜賊並起，百官眾多職能部門都不能行使權利，這都是由於朕德行不佳輔佐大臣不良的緣故，前些日子廣漢郡眾多賊盜橫暴恣肆，殘酷殺害官吏百姓，朕對此感到傷心，因此多次詢問你，你總是不如實地回答，西州與朝廷隔絕，幾乎不成為郡，三輔地區無限度地收據賦錢，嚴酷的官吏相互勾結為非作歹，侵害騷擾百姓，朕下詔讓你加以審查，你又沒有想要查明事實的意願，九卿以下的官吏都聽從你錯誤的指示，同時陷入欺騙之罪，他們的罪過是由你引起的啊！有關部門依法彈劾你總領政務懈怠鬆散，為欺騙開路，傷害了風俗與教化，不能在全國各地起帶領示範作用。朕不忍心把你交給司法官去查辦，可交上丞相高陽侯的印綬，免職回家」。
起初，薛宣擔任丞相，而翟方進擔任司直，薛宣知道翟方進士有名的儒生，有宰相的才能，與他結交深厚，後來翟方進在代替薛宣擔任丞相後，感念其過去的恩情，便在薛宣免職兩年後，舉薦薛宣通曉法令條文，熟悉國家制度，以前所犯的罪過較輕，可以重新進用，漢成帝於是徵召薛宣，恢復他高陽侯的爵位，尊加特進官銜，爵級的等次低於漢成帝的師傅安昌侯張禹，加官給事中，兼任尚書事務，薛宣重新得到尊重，管理政務數年，後來他因與定陵侯淳于長友善而受牽連，再度被免職歸家。

### 兄弟失和
薛宣有兩個弟弟，分別是薛明和薛脩，其中薛明官至南陽郡太守，薛脩則歷任太守、京兆尹、少府等職，善於和他人交往，得到鄉里好友們的稱讚，薛宣的後母經常隨薛脩住在官府的宿舍。薛宣任丞相時，薛脩正擔任臨菑縣縣令，薛宣準備迎接後母，而薛脩不肯讓後母前去，後母病逝後，薛脩辭去官職在家守孝，薛宣告訴薛脩能夠做到守孝三年的人很少，兄弟兩人各自看法不同又無法調和，最終薛脩仍是守完三年孝，從此兄弟不和。

### 受子牽連
過了些日子，汉哀帝即位之初，博士申為給事中，他與薛宣同樣都是東海郡人，卻毀謗薛宣不肯供養後母又不穿丧服，輕視骨肉親情，加上從前因傳布忠孝不力被免職，不應重新列次封侯在朝廷任職。此時薛宣的兒子薛況正擔任右曹侍郎，多次聽聞申咸的毀謗之語，便賄賂門客楊明，想叫他毀傷申咸的面孔，使申咸不能繼續在朝廷任官，恰巧這時司隶校尉缺位，薛況害怕申咸會升任該職，於是讓楊明在宮門外攔路砍傷申咸，申咸被砍斷鼻樑和嘴唇，身上也傷了八處。
案情下達有關部門，御史中丞等人上奏道：「薛況是朝廷官吏，他的父親為前任丞相，重新獲封列侯，非但不能相誡宣承教化，骨肉之間反倒相互猜疑，懷疑申咸聽了薛脩的話而毀謗薛宣，申咸說的話都是薛宣所作所為，大家有目共睹的，政府是應當瞭解的。薛況知道申咸擔任給事中，害怕他成為司隸校尉後會上書彈劾薛宣，便明目張膽指使楊明等人靠近宮闕，於大道中當眾攔截砍傷朝廷近臣，妄圖堵塞聰明智慧，杜絕議論朝政的開端。凶暴狡詐，無所畏忌，萬眾譁然，流傳到全國各地，這與一般平常之人因憤怒引起的爭鬥有所不同，臣聽說尊敬皇帝左右親近之臣，這是親近皇帝的表現，按照禮的規定，經過公門要下車，遇到天子的路馬要俯身用手按式，對君王的牲口尚且表示致敬，《春秋》的要旨提到，雖然有成就但用意不善，也免不了受懲罰，傷害皇帝近臣的毒苗不可助長，薛況為首作惡，楊明親手傷人，主謀與兇手同樣罪大惡極，皆犯下大不敬之罪，楊明應從重論處，包括薛況都應棄屍鬧市以示眾」。
而廷尉則認為：「法律規定『鬥毆時用刀傷人，服城旦刑的一種，如果殺害則罪加一等，參與謀劃的人同罪。』詔書不能把污衊和欺騙定成罪名。傳言說：『不用善意對待別人而遭人打傷的，與打傷人的同罪，憎恨他為人不正直。』申咸雖然對薛脩很友善，卻多次講薛宣的壞話，傳聞不義之事，不能說是正直的。薛況因此想要傷害申咸，計畫已定，後來聽說朝廷要補設司隸校尉，便按照此前的計畫催促楊明，並非怕申咸升任司隸校尉才匆促謀劃的，本是互相之間權力的爭鬥，演變為陰謀陷害，雖然在宮中旁門外的道路上砍傷了申咸，其實與平常人之間的互相爭鬥沒有差別，殺人者要判處死罪，傷人者要處以刑罰，這是從古至今的常道，歷經夏、商、周都是不曾改變的，孔子說：『一定要辯正名分。』名分不正，就會造成刑罰不當，刑罰不當，老百姓便無所適從。假如現在以薛況為首惡，楊明動手傷人為大不敬，那麼反對政府與私人恩怨之爭的處罰就沒有差別了，《春秋》的要旨，追究最初的動機來定罪，薛況最開始因父親被誹謗而爆發憤怒情緒，並沒有其他大罪惡，加上誣衊和欺騙，把小過錯合成死刑，讓薛況陷入死罪，這違背了聖明的詔令，恐怕不是法律的本意，不可施行。聖明的君主不因自己的憤怒增加刑罰，楊明應當以殺傷人不正直來治罪，薛況與同謀的楊明皆因有爵位可減罪服完城旦的徒刑」。
汉哀帝根據這兩種不同的意見詢問公卿大臣，其中丞相孔光、大司空师丹同意御史中丞的看法，而從將軍以下至博士、議郎等眾官員都認可廷尉的意見，最終薛況罪減一等，被流放到敦煌郡，薛宣亦受此牽連被免職為平民，回到故鄉，死於家中。

### 妻兒通姦
起初，薛宣再次被封為列侯時，妻子死了，正巧敬武公主守寡獨居，漢成帝便讓薛宣迎娶敬武公主為妻，等到薛宣被免職回歸故郡的時候，敬武公主並未隨同而是留在國都长安，薛宣逝世後，敬武公主上書漢哀帝希望把薛宣的遺體遷回延陵安葬，奏書得到許可。這時被流放的薛況私自從敦煌返回長安，恰好遇上大赦，便留下來和敬武公主私通淫亂，當時漢哀帝的外戚丁氏、傅氏兩家都很尊貴，敬武公主歸附奉承他們，卻和王氏家族疏遠。
漢哀帝元始年間，王莽自加尊號為安漢公，敬武公主又說了一些誹謗王莽的話，因薛況與呂寬二人交情匪淺，因此當呂寬所犯事情被發覺後，王莽便一起懲處薛況，宣揚他的罪行，並派遣使者以太皇太后王政君的名義下詔賜敬武公主毒藥，敬武公主憤怒地說道：「劉氏皇族勢單力薄，王氏家族獨攬朝政，排擠劉姓皇族子弟，嫂子為什麼要干預此事，撬開我內室的大門抓拿並殺害我？」使者嚴加看守並逼迫敬武公主，敬武公主終於飲毒藥而死，薛況則在鬧市中被斬首示眾。其後王莽向太后稟告說敬武公主突然病故，太后原本打算親自去給敬武公主料理喪事，在王莽固執地爭辯阻攔下，太后最終沒有前往。

## 軼事
薛宣的兒子薛惠也做到二千石等級的官員，開始時薛惠擔任彭城縣縣令，當薛宣從臨淮郡調任陳留郡，途經彭城縣時，發現縣內的橋梁與郵亭都沒有整治，薛宣心裡明白薛惠沒有才能，因此在彭城逗留的數天裡，僅僅巡視縣府的館舍，購買安放日常生活用具，查看菜園，始終不詢問薛惠擔任縣令的事，薛惠自知治理縣事不合父親的心意，便派遣門下掾送薛宣至陳留郡，讓門下掾去見薛宣，假裝是自己詢問薛宣不教戒薛惠吏職的本意，薛宣笑著說：「做官的思想與方法以法令為導師，可以問的到，至於能否做到，自有天生的資質，怎麼可能學到呢？」眾人對薛宣的話加以傳頌稱讚，認為薛宣所言極是。

## 評價
- 班固：宣所在而治，為世吏師，及居大位，以苛察失名，器誠有極也[1]。
- 黃震：宣吏才有餘而仁恕多愛，可謂賢矣，為相雖屬吏譏其無大體，終亦無罪可言[3]。

## 延伸閱讀
[在维基数据编辑]
 《漢書/卷083》，出自班固《漢書》

| 前任： 永   | 西汉御史大夫 前20年－前20年 | 繼任： 王駿   |
| 前任： 張禹 | 西汉丞相 前20年－前15年     | 繼任： 翟方進 |